# كوفيورد
كوفيورد أو غايفوتنا (بالنرويجية: Kåfjord)‏ هي بلدية في مقاطعة ترومس، النرويج. المركز الإداري للبلدية هي قرية أولدردالن. من بين القرى الأخرى في البلدية ماندالن، وبيرتافاره، وترولفيك، وسامويلسبرغ، ونوردمانفيك، وديوبفيك.